# Canichana (peuple)
Pour la langue, voir Canichana.
Les Canichana  (ou Canesi, Canisi, Canechi, Kanisiana) sont une ethnie amérindienne de l'Amazonie bolivienne établie dans le municipio de San Javier, province de Cercado, Beni. Leur communauté principale s'appelle San Pedro Nuevo. Leur langue, le canichana constitue un isolat, elle ne serait plus parlée que par trois personnes.
À la suite de l'implantation des jésuites, ils sont regroupés dans la réduction de San Pedro de los Canichanas. Ils y développent de nouvelles activités ; élevage, menuiserie et orfèvrerie. Lors du boom du caoutchouc, à partir de la seconde moitié du XIXe siècle, leurs talents pour le travail du bois sont utilisés pour la construction de canoës.
D'après une étude de 1996, on estime leur population à 582 individus.
En raison du manque de terres, leur activité économique se voit réduite, ils pratiquent une agriculture de subsistance et l'élevage de menu bétail. Ils louent aussi leurs services aux grands éleveurs de bovins de la région.
En raison de l'absence de terres disponibles dans leur région, ils n'ont pas présenté de revendications quant à la création d'un territoire leur étant alloué en propriété collective.